# Anthology 3
Az Anthology 3 a The Beatles válogatásalbuma, amelyet 1996. október 29.-én adott ki az Apple Records a The Beatles Anthology sorozat részeként. Az album ritka felvételeket és zeneszámok alternatív változatait tartalmazza a zenekar pályafutásának utolsó három évéből, kezdve a The Beatles (ismertebb nevén Fehér Album) kezdeti üléseitől a Let It Be és az Abbey Road utolsó ülésszakaszáig 1969-ben és kora 1970-ben. Az Anthology 1 és Anthology 2 albumok trilógiájának utolsó része, amelyek mindegyike a televízióban közvetített különleges The Beatles Anthologyhoz kapcsolódik.
Az albumot a RIAA 3-szoros platinalemezére minősítette, és ez volt a csoport harmadik dupla albuma a sorban, amely az Egyesült Államok slágerlistáinak első helyére került, ami hasonló eredmény, mint amit Donna Summer produkált az 1970-es években felállított rekordjával.
Az Anthology albumokat 2011. június 14.-én újra kiadták és digitálisan elérhetővé tették az iTunes Store-ban, külön-külön és az Anthology Box Set részeként.

## Tartalom
Az eredeti elképzelések szerint az Anthology 1-en található Free as a Bird és az Anthology 2-n található Real Love slágereket után egy újbb közös szám követte volna az Anthology 3-on. A harmadik John Lennon által készített demófelvételt (amelynek címe Now and Then volt) dolgozta volna át az együttes egykori három túlélő tagja (George Harrison, Paul McCartney és Ringo Starr). Ez a projekt azonban nem valósult meg, mert Harrison nem szerette ezt a dalt. Paul McCartney később kijelentette, hogy Harrison "kibaszott szemét" jelzővel illette Lennon demófelvételét. McCartney 1997-ben azt mondta a Q magazin egyik munkatársának, hogy "George-nak ez nem tetszett. Mivel a The Beatles demokratikusan működik, ezért mi nem csinálhatunk ilyet." Helyette az A Beginning szám került a lemez első számaként, amely a zenekar producerének, George Martinnak a zenekari hangszeres száma. Ezt még eredetileg a Fehér Albumhoz szánta, a Don't Pass Me By dal bevezetőjének.
A korábbi Anthology albumokhoz hasonlóan itt is Klaus Voormann készítette a borítót. Az ő által festett borítókép a Beatleshez kapcsolódó képek kollázsát tartalmazza, amelyet úgy tervezett, hogy a széttépett plakátok és albumborítók falakként jelenjenek meg. Voormann egy frissített képe látható a Revolver album borítójának egy szegmensében, amelyen Harrison hajában eszközölt változtatást.

## Az album számai
Minden zeneszám sztereóban hallható, kivéve ahol fel van tüntetve.
Minden szám Lennon–McCartney szerzemény, kivéve ahol fel van tüntetve.

### Első lemez
| Sorszám | Cím                                                      | Szerzők                                            | A felvétel ideje, helye                                | Hossza |
| ------- | -------------------------------------------------------- | -------------------------------------------------- | ------------------------------------------------------ | ------ |
| 1.      | A Beginning (zenei aláfestés)                            | George Martin                                      | 1968. július 22., EMI studió                           | 0:50   |
| 2.      | Happiness Is a Warm Gun (házi demófelvétel, monó)        |                                                    | 1968. május 28., esher-i Kinfauns                      | 2:15   |
| 3.      | Helter Skelter (2 felvétel szerkesztett változata, monó) |                                                    | 1968. július 18., esher-i Kinfauns                     | 4:38   |
| 4.      | Mean Mr. Mustard (házi demófelvétel)                     |                                                    | 1968. május 29., esher-i Kinfauns                      | 1:58   |
| 5.      | Polythene Pam (házi demófelvétel)                        |                                                    | 1968. május 29., esher-i Kinfauns                      | 1:26   |
| 6.      | Glass Onion (házi demófelvétel)                          |                                                    | 1968. május 28., esher-i Kinfauns                      | 1:51   |
| 7.      | Junk (házi demófelvétel)                                 | Paul McCartney                                     | 1968. május 28., esher-i Kinfauns                      | 2:25   |
| 8.      | Piggies (házi demófelvétel)                              | George Harrison                                    | 1968. május 28., esher-i Kinfauns                      | 2:01   |
| 9.      | Honey Pie (házi demófelvétel)                            |                                                    | 1968. május 28., esher-i Kinfauns                      | 1:19   |
| 10.     | Don't Pass Me By (3 és 5 felvétel)                       | Richard Starkey                                    | 1968. június 5., 6., EMI studió                        | 2:42   |
| 11.     | Ob-La-Di, Ob-La-Da (5 felvétel)                          |                                                    | 1968. június 3–5., EMI studió                          | 2:56   |
| 12.     | Good Night (próba és 34 felvétel)                        |                                                    | 1968. június 28. és július 22., EMI studió             | 2:38   |
| 13.     | Cry Baby Cry (1 felvétel)                                |                                                    | 1968. július 16., EMI studió                           | 2:46   |
| 14.     | Blackbird (4 felvétel)                                   |                                                    | 1968. június 11., EMI studió                           | 2:19   |
| 15.     | Sexy Sadie (6 felvétel)                                  |                                                    | 1968. július 19., EMI studió                           | 4:07   |
| 16.     | While My Guitar Gently Weeps (demófelvétel)              | Harrison                                           | 1968. július 25., EMI studió                           | 3:28   |
| 17.     | Hey Jude (2 felvétel)                                    |                                                    | 1968. július 29., EMI studió                           | 4:21   |
| 18.     | Not Guilty (102 felvétel)                                | Harrison                                           | 1968. augusztus 8., 9. és 12. között, EMI studió       | 3:22   |
| 19.     | Mother Nature’s Son (2 felvétel)                         |                                                    | 1968. augusztus 9., EMI studió                         | 3:17   |
| 20.     | Glass Onion (eredeti monó keverés)                       |                                                    | 1968. szeptember 11–13., 16. és 26. között, EMI studió | 2:08   |
| 21.     | Rocky Raccoon (8 felvétel)                               |                                                    | 1968. augusztus 15., EMI studió                        | 4:13   |
| 22.     | What's the New Mary Jane (4 felvétel)                    |                                                    | 1968. augusztus 14., EMI studió                        | 6:12   |
| 23.     | Step Inside Love / Los Paranoias (dzsemmelés)            | Lennon–McCartney/Lennon–McCartney–Harrison–Starkey | 1968. szeptember 16., EMI studió                       | 2:31   |
| 24.     | I'm So Tired (3, 6 és 9 felvétel)                        |                                                    | 1968. október 8., EMI studió                           | 2:14   |
| 25.     | I Will (1 felvétel)                                      |                                                    | 1968. szeptember 16., EMI studió                       | 1:55   |
| 26.     | Why Don't We Do It in the Road? (4 felvétel, monó)       |                                                    | 1968. október 9., EMI studió                           | 2:15   |
| 27.     | Julia (2 felvétel)                                       |                                                    | 1968. október 13., EMI studió                          | 1:58   |

### Második lemez
| Sorszám | Cím                                                                                        | Szerzők                                                          | A felvétel ideje, helye                                                                | Hossza |
| ------- | ------------------------------------------------------------------------------------------ | ---------------------------------------------------------------- | -------------------------------------------------------------------------------------- | ------ |
| 1.      | I've Got a Feeling (Savile Row ülések)                                                     |                                                                  | 1969. január 23., az Appel Studio savile row-i székháza                                | 2:49   |
| 2.      | She Came In Through the Bathroom Window (Savile Row ülések)                                |                                                                  | 1969. január 22., az Appel Studio savile row-i székháza                                | 3:37   |
| 3.      | Dig a Pony (Savile Row ülések)                                                             |                                                                  | 1969. január 22., az Appel Studio savile row-i székháza                                | 4:18   |
| 4.      | Two of Us (Savile Row ülések)                                                              |                                                                  | 1969. január 24., az Appel Studio savile row-i székháza                                | 3:27   |
| 5.      | For You Blue (Savile Row ülések)                                                           | Harrison                                                         | 1969. január 25., az Appel Studio savile row-i székháza                                | 2:23   |
| 6.      | Teddy Boy (Savile Row ülések)                                                              | McCartney                                                        | 1969. január 24. és 28., az Appel Studio savile row-i székháza                         | 3:18   |
| 7.      | Válogatás: Rip It Up/ Shake, Rattle and Roll/ Suede Shoes (Savile Row ülések)              | Robert Blackwell és John Marascalco/Charles Calhoun/Carl Perkins | 1969. január 26., az Appel Studio savile row-i székháza                                | 3:11   |
| 8.      | The Long and Winding Road (Savile Row ülések, Phil Spector változtatásai kivéve)           |                                                                  | 1969. január 26., az Appel Studio savile row-i székháza                                | 3:42   |
| 9.      | Oh! Darling (Savile Row ülések)                                                            |                                                                  | 1969. január 27., az Appel Studio savile row-i székháza                                | 4:07   |
| 10.     | All Things Must Pass (demófelvétel)                                                        | Harrison                                                         | 1969. február 25., EMI studió                                                          | 3:05   |
| 11.     | Mailman, Bring Me No More Blues (Savile Row ülések)                                        | Ruth Roberts, Bill Katz és Stanley Clayton                       | 1969. január 29., az Appel Studio savile row-i székháza                                | 1:56   |
| 12.     | Get Back (a The Beatles tetőkoncert felvételéről)                                          |                                                                  | 1969. január 30., az Appel Studio savile row-i székház tetőtere                        | 3:09   |
| 13.     | Old Brown Shoe (demófelvétel)                                                              | Harrison                                                         | 1969. február 25., EMI studió                                                          | 3:03   |
| 14.     | Octopus's Garden (2 és 8 felvétel)                                                         | Starkey                                                          | 1969. április 26., EMI studió                                                          | 2:49   |
| 15.     | Maxwell's Silver Hammer (5 felvétel)                                                       |                                                                  | 1969. július 9., EMI studió                                                            | 3:50   |
| 16.     | Something (demófelvétel)                                                                   | Harrison                                                         | 1969. február 25., EMI studió                                                          | 3:19   |
| 17.     | Come Together (1 felvétel)                                                                 |                                                                  | 1969. július 21., EMI studió                                                           | 3:40   |
| 18.     | Come and Get It (McCartney demófelvétele)                                                  | McCartney                                                        | 1969. július 24., EMI studió                                                           | 2:30   |
| 19.     | Ain't She Sweet (dzsemmelés)                                                               | Milton Ager, Jack Yellen                                         | 1969. július 24., EMI studió                                                           | 2:08   |
| 20.     | Because (a capella változat)                                                               |                                                                  | 1969. augusztus 4., EMI studió                                                         | 2:24   |
| 21.     | Let It Be (Savile Row ülések)                                                              |                                                                  | 1969. január 25., az Appel Studio savile row-i székháza                                | 4:05   |
| 22.     | I Me Mine (15 felvétel)                                                                    | Harrison                                                         | 1970. január 3., EMI studió                                                            | 1:48   |
| 23.     | The End (remix változat, amely tartalmazza A Day in the Life végén hallható hangszerelést) |                                                                  | 1967. január 22., 23., július 5., 7–8 és 15., valamint 1969. augusztus 18., EMI studió | 2:53   |

## Helyezések
| Ország                 | Legjobb helyezés |
| ---------------------- | ---------------- |
| Ausztrál albumlista    | 3                |
| Ausztriai albumlista   | 15               |
| Belga albumlista       | 11               |
| Kanadai RPM Top 100    | 3                |
| Holland albumlista     | 12               |
| Finn albumlista        | 7                |
| Francia albumlista     | 9                |
| Német albumlista       | 9                |
| Olasz albumlista       | 27               |
| Japán albumlista       | 5                |
| Új-Zélandi albumlista  | 10               |
| Norvég albumlista      | 13               |
| Svéd albumlista        | 5                |
| Svájci albumlista      | 23               |
| Brit albumlist         | 4                |
| Amerikai Billboard 200 | 1                |

## Fordítás
Ez a szócikk részben vagy egészben  az   Anthology 3 című angol Wikipédia-szócikk fordításán alapul.  Az eredeti cikk szerkesztőit annak laptörténete sorolja fel. Ez a jelzés csupán a megfogalmazás eredetét és a szerzői jogokat jelzi, nem szolgál a cikkben szereplő információk forrásmegjelöléseként.